# Ćevapčići

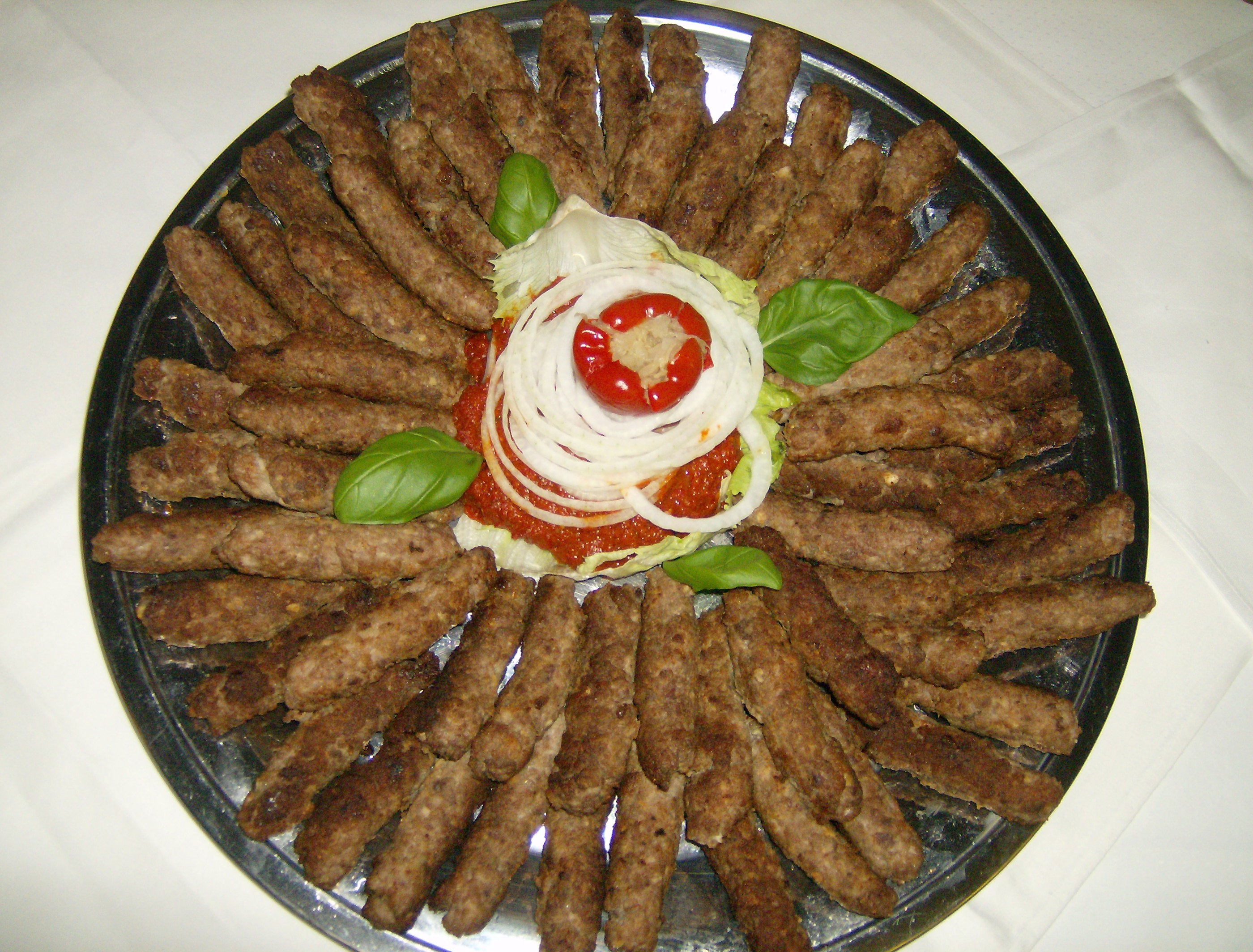
Ćevapčići-Platte

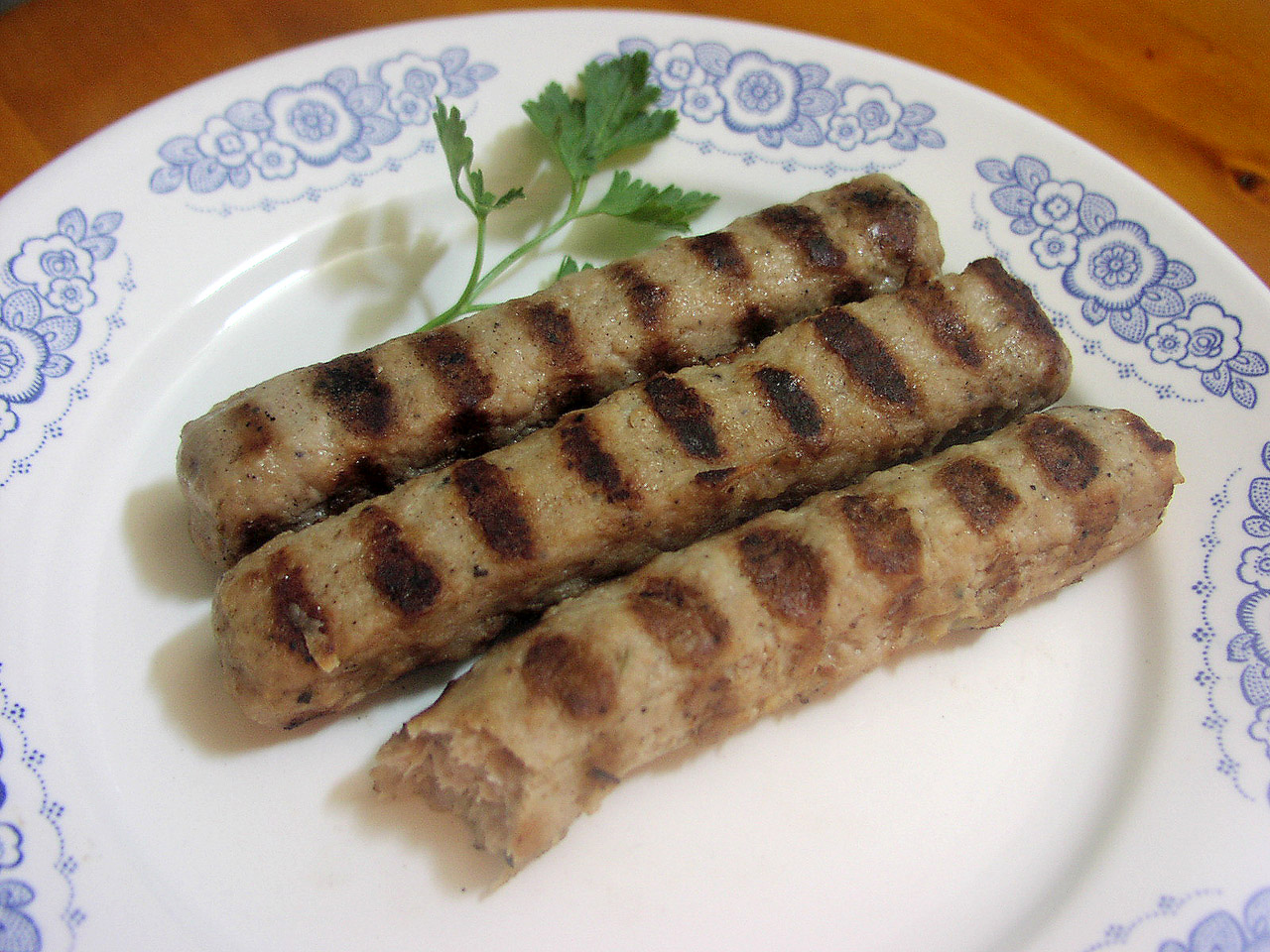
Bulgarische Kebaptscheta

Ćevapčići [tɕɛˈʋaptʃitɕi] (Plural, Diminutiv von serbokroatisch ćevapi) sind gegrillte Röllchen aus Hackfleisch und ein in Südosteuropa und Vorderasien verbreitetes Fleischgericht. In Bosnien und Herzegowina, Kroatien, Montenegro, Nordmazedonien, Serbien, Rumänien, Albanien, sowie im Kosovo gelten sie als Nationalgericht.

## Ursprung
Es wird angenommen, dass Ćevapčići ursprünglich aus Persien stammen (vgl. gleichbedeutend persisch und arabisch كَباب kabāb) und mit den Osmanen auf die Balkanhalbinsel kamen. Dort entwickelten sie sich zu einem weitverbreiteten Gericht.

## Varianten aus Bosnien und Herzegowina
In Bosnien und Herzegowina gibt es neben den allseitsbekannten Ćevapi aus Sarajevo außerdem die Varianten aus Travnik, Banja Luka und Tuzla.
Ćevapi aus Sarajevo werden in den letzten Jahren typischerweise nur mit Hackfleisch und Salz hergestellt, damit der Fleischgeschmack so klar wie möglich ist. Nach der Zubereitung sollten Ćevapi 48 Stunden lang gekühlt werden. Sie werden dann gegrillt und traditionell in einem runden, (manchmal) in Rinderbrühe getauchten Brot (Lepinja) serviert, begleitet von rohen Zwiebeln als Beilage.

## Zubereitung
Die Länge der Ćevapčići variiert zwischen etwa 5 cm in Bosnien und Herzegowina und rund 10 cm in Serbien. In anderen Ländern sind oft beide Varianten erhältlich. Die bulgarischen Kebaptscheta sind manchmal bis zu 20 cm lang, einige regionale Variationen wie das Batschkowo-Kebaptsche können bis zu 40 cm lang werden.
Ursprünglich wurden Ćevapčići im südosteuropäischen Raum aus Lammfleisch hergestellt. In der Regel sind heute jedoch Varianten aus Rindfleisch und/oder aus Schweinefleisch gängig.
Die meistverbreitete Darreichungsform ist, die Ćevapi zu 5, 10 oder 15 Stück pur zu servieren. Die Fleischmischung wird mit Salz, Bohnenkraut, Pfeffer und eventuell Paprikapulver gewürzt. Während die Mischung im ehemaligen Jugoslawien mit feingeschnittenem oder gepresstem in Wasser aufgekochtem Knoblauch versehen wird, wird in Bulgarien Bockshornklee dazu gemischt. Für die gummiartige Konsistenz wird manchmal etwas Natron dazugemischt. Aus der gewürzten Masse werden Röllchen mit etwa 1–2 cm Durchmesser geformt, die bestenfalls über Nacht durchziehen und auf dem Grill oder in der Pfanne gegart werden. Serviert werden sie mit Fladenbrot (Lepinja oder Somun) oder in Bulgarien mit Schopska-Salat und Kartoffeln, rohen Zwiebeln und ggf. Kaymak. In Slowenien, Kroatien, Bosnien und Serbien wird dazu häufig Ajvar, in Bulgarien Ljutenica, in Rumänien Senf gereicht.

## Namensvarianten
In den Herkunftsländern heißen Ćevapčići:
- albanisch-gegisch qebapët [ˈcɛbapɛt] (plural), qebap/-i (singular); albanisch-toskisch qoftet bzw. qofte/-i
- bulgarisch кебапчета kebaptscheta
- griechisch κεμπάπια kebapia
- mazedonisch ќебапчиња ḱebapčinja
- rumänisch mici [mit͡ʃʲ] oder mititei
- serbokroatisch ћевапи ćevapi oder ћевапчићи ćevapčići
- slowenisch čevapčiči
- tschechisch čevabčiči